# G16型柴油機車
G16型柴油機車，是一款由美國易安迪公司生產之出口型柴電機車，在澳洲、巴西、埃及、香港、以色列、墨西哥、西班牙、南斯拉夫等地區均有使用。

## 香港

### 歷史
這款柴油機車屬EMD G16車系之一，由九廣鐵路公司擁有，兩鐵合併後租予港鐵公司使用。採用電力傳動，為數4輛。編號56-59，由美國  製造；編號59由美國EMD授權的澳洲克萊德工程 （ ，現已被  收購）製造。
於1961年至1966年之間投入服務。

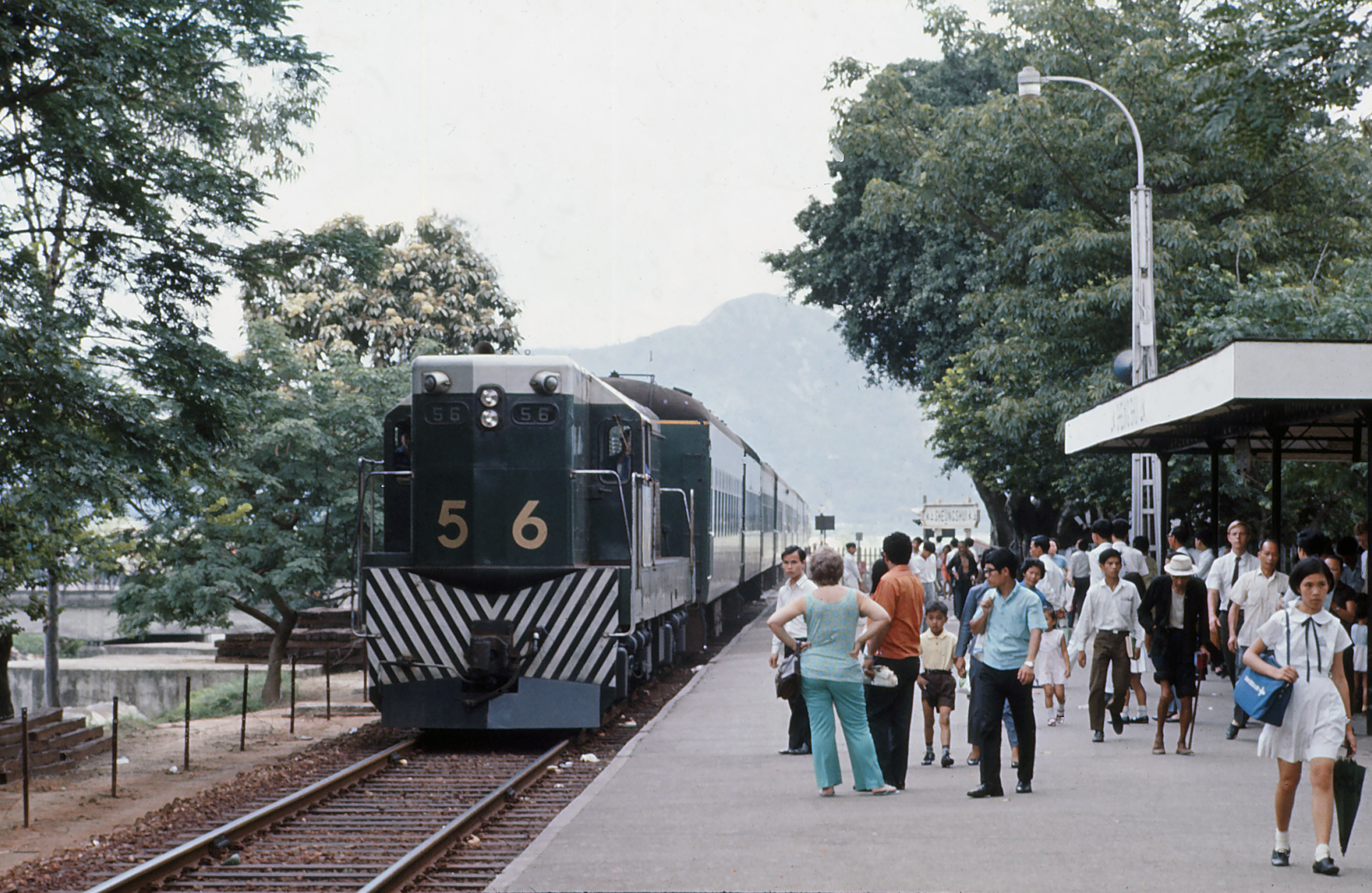
九鐵56號機車牽引的九廣鐵路（英段）客車於上水站（1971年）

在九廣鐵路（英段）電氣化以前，曾用於拉動客車，但於1983年的電氣化以後只作拉動貨卡、在何東樓車廠過夜的25T型客車及緊急用途。而於2010年中亦停止貨運服務。編號56和57的車頭方向是紅磡，編號58和59的車頭方向是羅湖/落馬洲。
本型機車曾三度更改漆裝：九鐵公司成立前為綠底橙字，及後改塗淺灰藍色及九鐵公司標誌，並於1996年九鐵更改品牌形象時，改塗紅色，並改用九鐵字體機車編號及新標誌。而在兩鐵合併後，原有漆裝基本不變，但以港鐵公司標誌蓋在九鐵標誌上方。

### 運用
1990年，為慶祝九廣鐵路80週年，本型機車57及56號以重聯方式牽引三卡「懷舊列車」行走九鐵英段全線。
1997年5月11日，本型機車56號負責將剛抵港的Re465型電力機車，從紅磡鐵路碼頭送抵何東樓車廠。
2004年3月30日凌晨，本型機車57號連同另一輛機車，將剛完成修復的G12型柴油機車51號「亞歷山大爵士號」，由何東樓北廠移送至香港鐵路博物館永久展出。
港鐵的貨運服務已於2010年6月16日停止，此類機車亦同時停止正常服務，改用作夜間工程車。
保養方面，自兩鐵合併後，港鐵對此等機車的廠修有所減少，但基於工程需要，會不定期於進行工程後清晨由何東樓車廠以「不停站列車」名義北上至羅湖編組站進行入油及保養，以確保機車運作正常。然後按當日收車後工程需要於中午前、下午非繁忙時間或晚上接近收車時段（週日則為早上）以「不停站列車」名義返回何東樓車廠或火炭軌道工場。
於2014年11月中，57號（侯偉志號）機車因其直流直卷電機嚴重損耗導致輸出功率大減，於羅湖編組站正式報廢拆解。
2017年11月22日凌晨，在港鐵中期翻新列車退役演習中，本型59號機車連同G26型機車62號，負責牽引將E70/E92車組牽引進出火炭貨場，預演舊列車退役調離程序。
2018年3月4日凌晨，兩名港鐵維修人員凌晨在東鐵綫太和站與粉嶺站之間進行打磨路軌與更換路軌工作期間，負責牽引打磨路軌工程車的59號工程車突然溜後，撞向更換路軌的60號工程車，事後59號宣佈報廢，60號經過復修後再次運行。最終59號機車在2021年3月於羅湖編組站被拆毀，其命名及生產牌號則獲保留，於「站見」鐵路展中展出。

### 退役
剩下的機車由於車齡已高，於2021年2月6日退役。至同月9日凌晨，所有退役的G16機車連同G26機車，以限速手控模式 RM Mode（即需要限速至每小時22公里行駛，並且司機需要向行車控制主任取得行車授權）自力回送至沙田貨場暫存，等待處置，相關機車隨後獲招標出售，買家可購入4或全部5輛機車。如獲承接，此等機車預計將於羅湖編組站或何東樓車廠發運。
但是，港鐵在回覆鐵路愛好者的查詢時，宣佈第一次標售已經流標，故該批機車去向未明。及後，港鐵於2023年12月將56號機車回送至何東樓車廠進行復修，該列車在2024年1月23日凌晨時分已經運往舊紅磡站5號月台。到4月18日，港鐵宣佈自同月27日起在該處舉辦「站見」鐵路展，在星期六、日及公眾假期開放予公眾預約參觀。及後，展期由幾個月延至2025年尾，並改為除星期一外開放預約參觀。

### 機車命名
本型機車主要以前九廣鐵路局及九鐵公司英籍高層命名。
| 機車編號 | 英文名稱       | 中文譯名 |
| -------- | -------------- | -------- |
| 56       | I. B. Trevor   | 杜利華號 |
| 57       | Bobby Howes    | 侯偉志號 |
| 58       | Gordan Graham  | 簡霖號   |
| 59       | Gerry Forsgate | 霍士傑號 |

## 埃及
埃及國家鐵路曾持有共128輛G16型柴油機車，當中111輛為原版（1960-61年生產，部分編號為3301-3361），另外17輛為G16W型（1964-65年生產，編號3362-3411）。然而，在六日戰爭期間，機車3304、3329及3361被以軍俘獲，導致總數減少至125輛。

## 以色列
以色列鐵路本身從未訂購或二手購入G16型機車。但在六日戰爭後，以軍從埃及手上俘獲三架G16型機車，並隨之改號為301-303（後來再改號為161-163），在以國鐵路繼續服役 。至今所有機車均已退役，當中163（原埃及國鐵3361）入藏以色列鐵路博物館。

## 前南斯拉夫

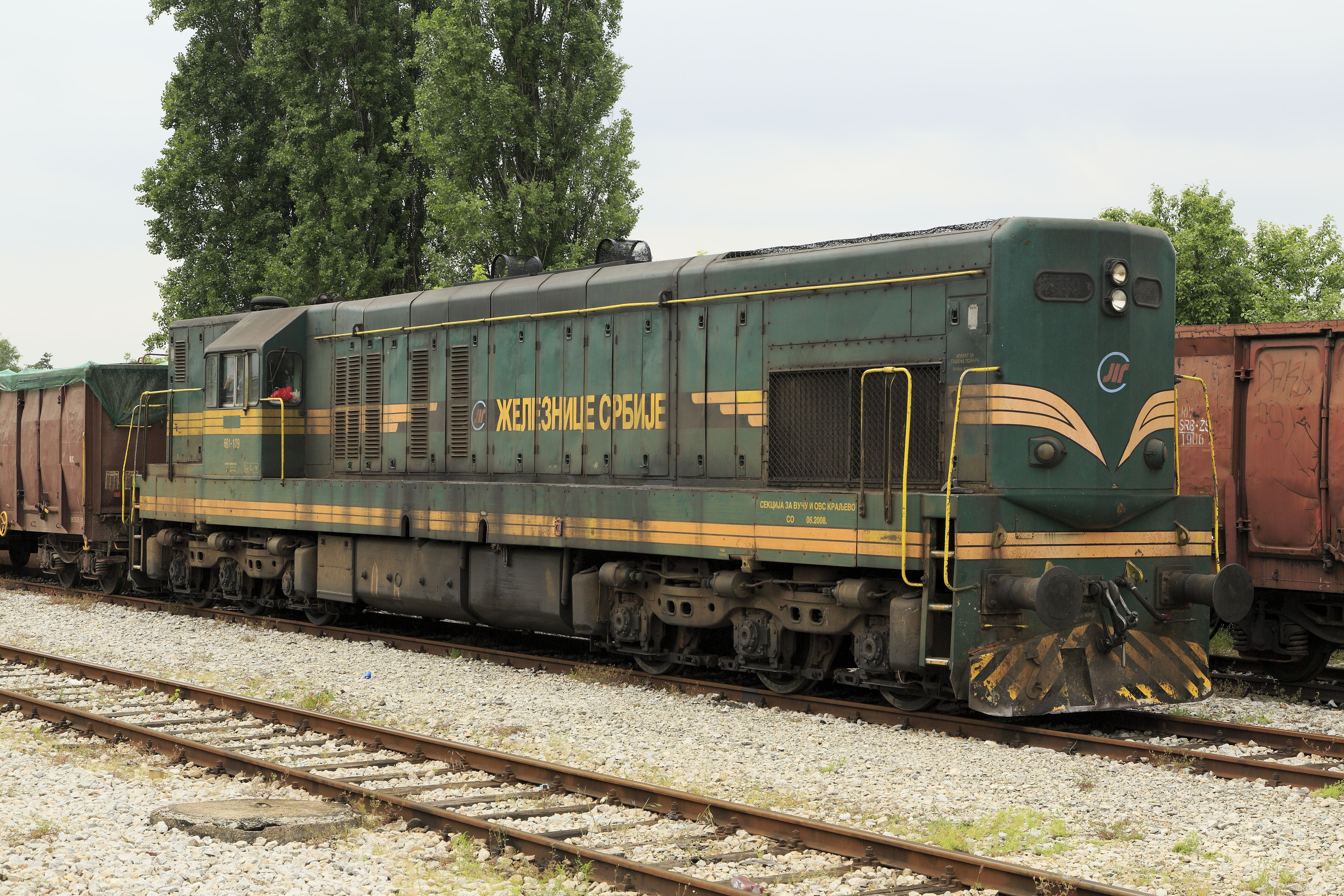
塞爾維亞鐵路的661型（G16）機車，正在牽引貨列

前南斯拉夫鐵路曾於1960年代，向易安迪購入G16型機車，並定型為661型柴油機車（而民間暱稱為「甘迺迪」）。在南斯拉夫解體後，車輛分別屬於克羅地亞鐵路、塞爾維亞鐵路、波斯尼亞鐵路、北馬其頓鐵路、斯洛文尼亞鐵路及科索沃鐵路。

### 克羅地亞
自南斯拉夫鐵路分拆後，克羅地亞鐵路繼承了部分G16型機車，並更名為2061型。絕大多數2061型機車於翻新前已經退役，僅其中六輛獲保留並曾進行中期翻新，成為2043型機車，但目前亦已退役。

### 塞爾維亞、波斯尼亞、北馬其頓及斯洛文尼亞
至於以上四個國家的G16型機車，在南斯拉夫解體後仍舊保留661型的稱呼。目前，除了塞爾維亞仍有15架同款機車仍在服役外，其他國家的G16均已退役。

### 科索沃鐵路

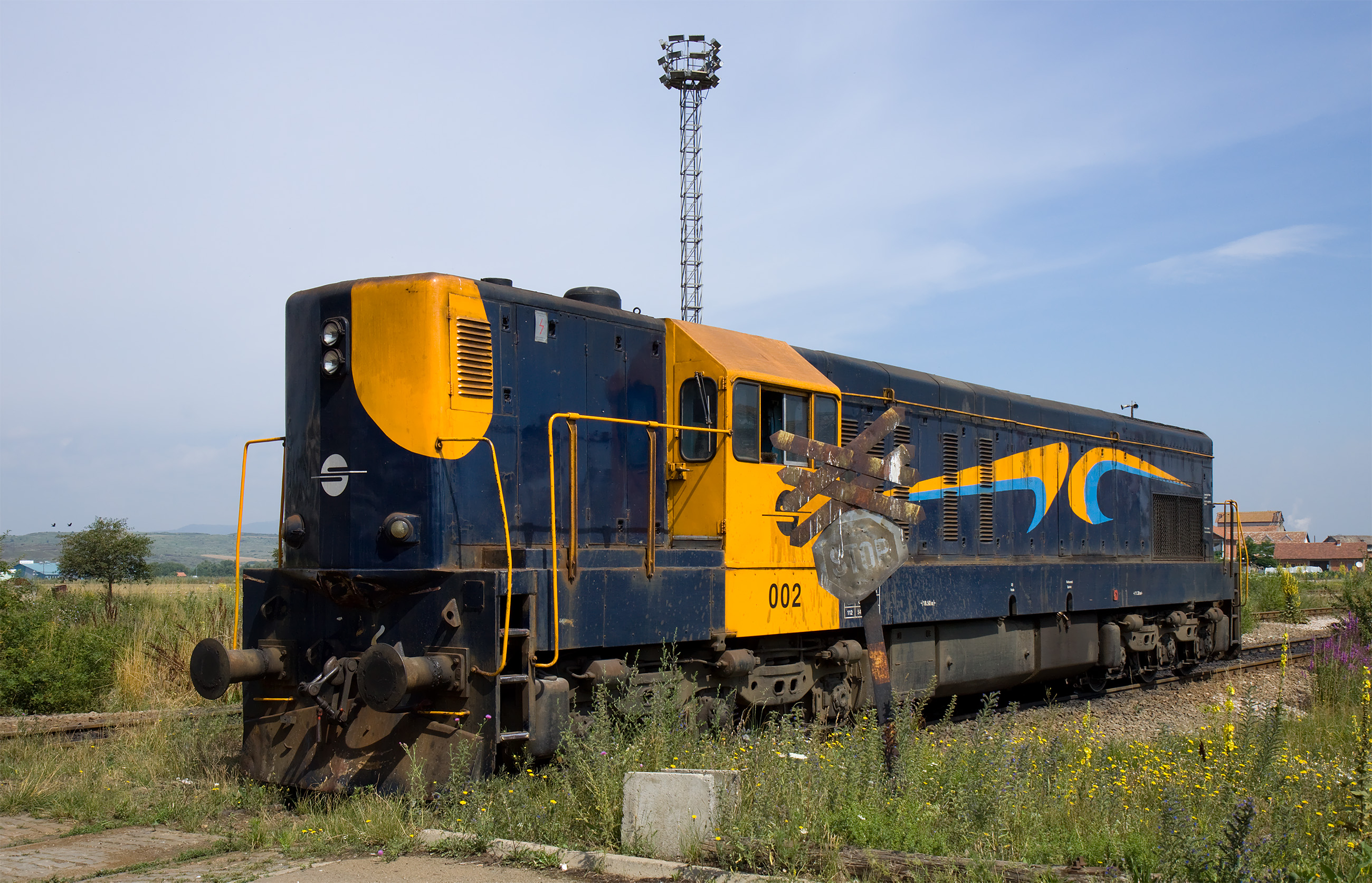
科索沃鐵路的G16型機車002號，原先為塞爾維亞鐵路的661 132號

科索沃在取得獨立後，繼承了塞爾維亞的其中五輛G16機車，除其中一輛已經報廢外，其餘機車仍在服役。
當中，203號機車於2008年接受了中期翻新工程，以更換其車身及引擎，並改裝為雙駕駛室設計。該次翻新由易安迪與克羅地亞鐵路車輛廠負責。在完成翻新後，203號機車在易安迪的官方紀錄上，改稱為JT38CW-DC型柴油機車。

## 西班牙
西班牙國家鐵路於1965-1973年間，亦曾購入103輛G16型機車，並定型為1900型柴油機車（後改稱為319型）。該等機車首十輛由易安迪製造，其餘由西班牙Macosa製造，當中在西班牙生產的採用雙駕駛室設計。
此等機車採用西班牙寬軌軌距（1,668毫米），是唯一一批並非採用標準軌距的G16型機車。

## 圖集

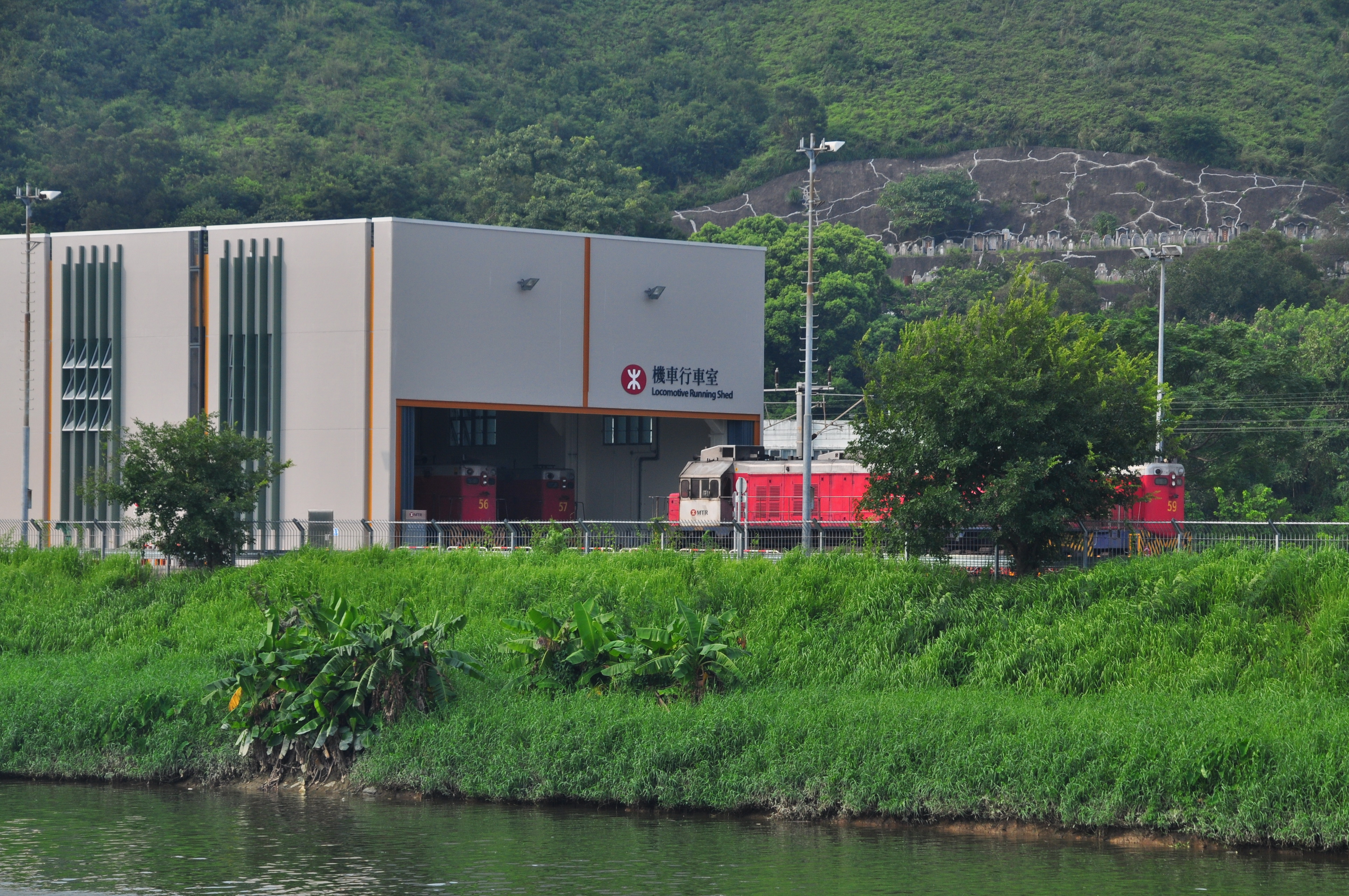
港鐵所有G16型機車停泊於羅湖編組站
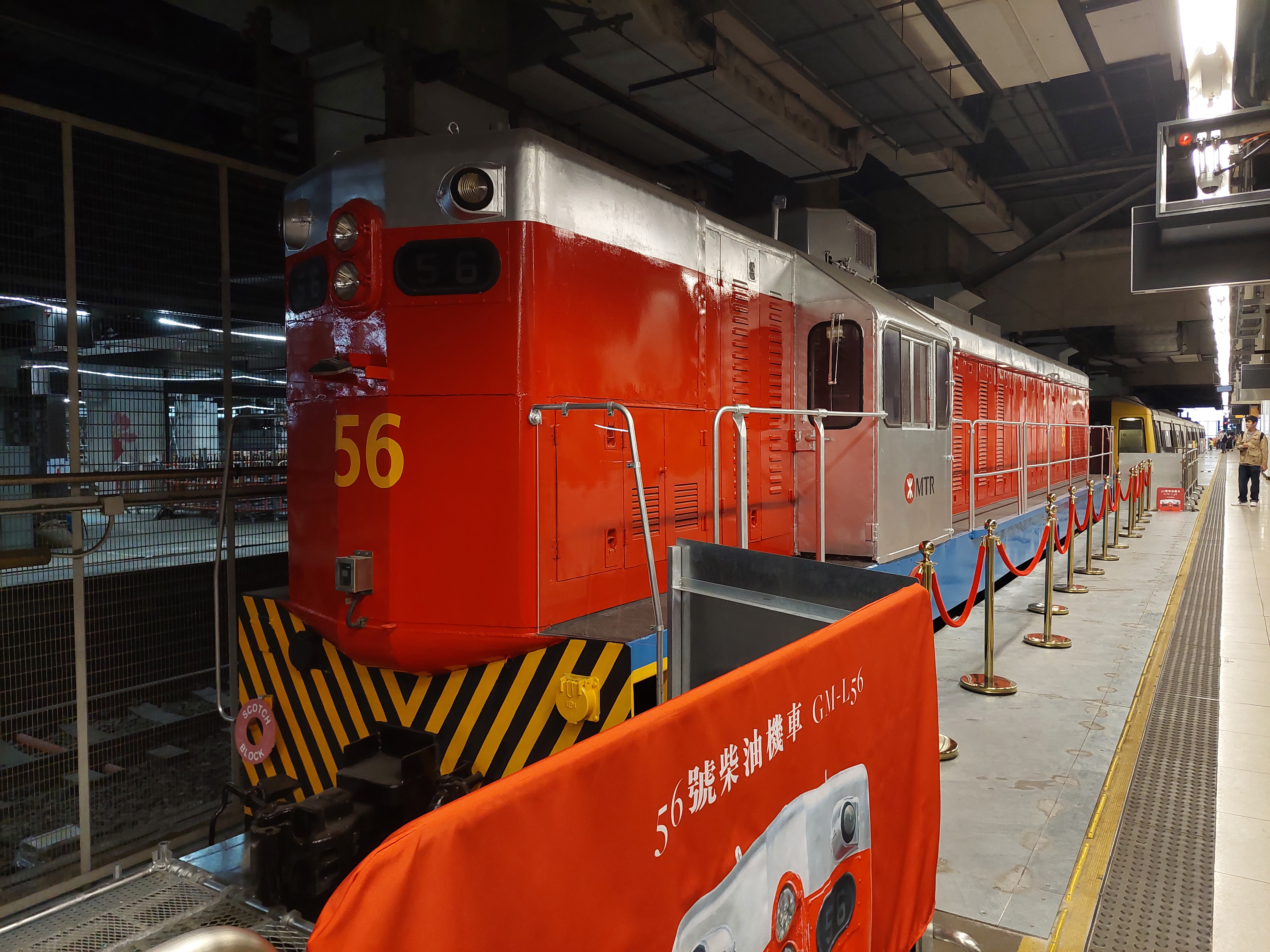
港鐵已退役的56號機車，於「站見」展覽中停泊在紅磡站展出
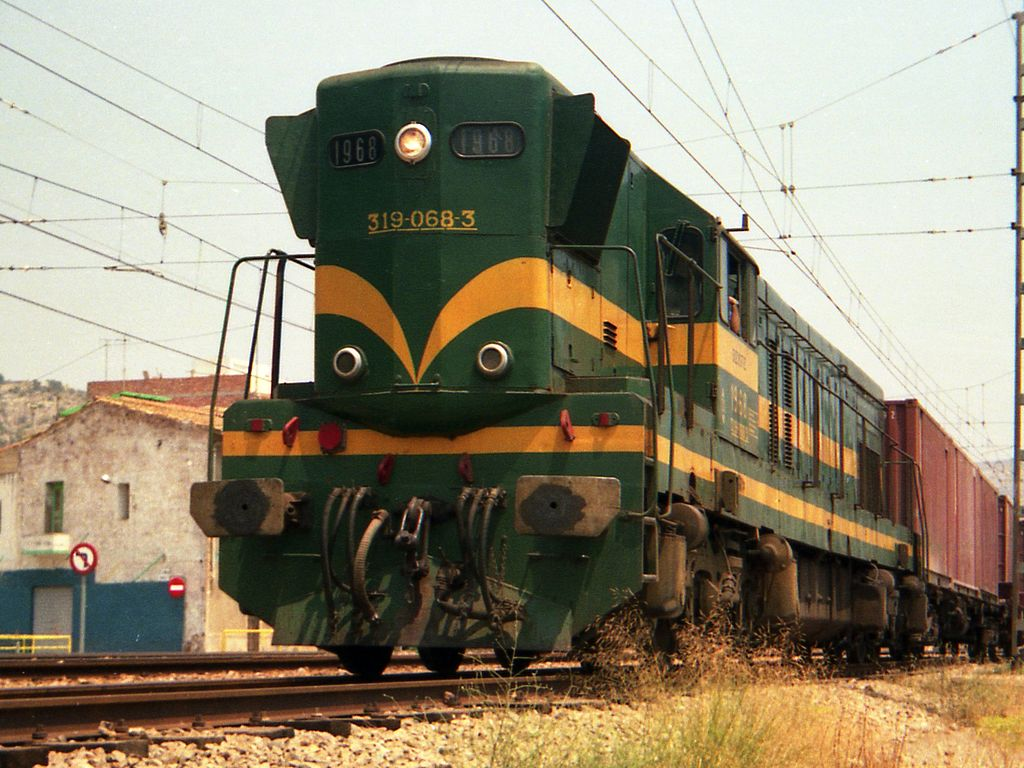
西班牙國家鐵路的G16型機車（美國製造版本）

## 外部連結
- 港鐵公司有關杜利華號的介紹 （页面存档备份，存于）